# Aluminiumiodid
Aluminiumiodid ist eine chemische Verbindung aus der Gruppe der Iodide.

## Gewinnung und Darstellung
Aluminiumiodid kann durch Reaktion von Aluminium mit Iod gewonnen werden.
{\displaystyle \mathrm {2\ Al+3\ I_{2}\longrightarrow 2\ AlI_{3}} }

## Eigenschaften

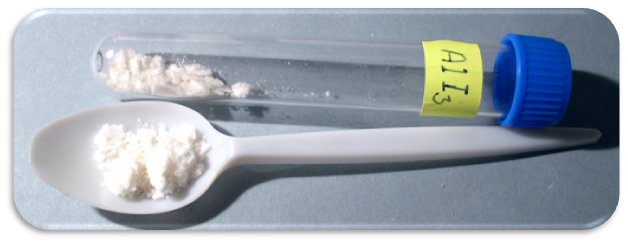
Aluminiumiodid

Aluminiumiodid ist ein weißes Pulver, das aus farblosen Blättchen besteht. Es ist feuchtigkeitsempfindlich und zersetzt sich beim Erhitzen an der Luft unter Bildung von Iod und Aluminiumoxid. Es kristallisiert in einer monoklinen Struktur mit der Raumgruppe P21/c (Raumgruppen-Nr. 14), a = 9,591 Å, b = 6,069 Å, c = 11.902 Å, β = 108,05°, in der es als Dimer Al2I6 vorliegt. Die dimeren Al2I6-Moleküle bestehen aus zwei AlI4-Tetraedern, die sich eine gemeinsame I-I-Kante mit kürzeren Al-I- (endständig) und längeren Al-I- (verbrückend) Abständen teilen.

## Verwendung
Aluminiumiodid wird bei organischen Synthesen als Katalysator zum Aufbrechen von bestimmten Arten von C–O- und N–O-Bindungen verwendet. Es spaltet aromatische Ether und zersetzt Epoxide. Es kann auch zur Herstellung von iodierten organischen Verbindungen verwendet werden.